# Egercsehi
Egercsehi je obec v severovýchodním Maďarsku na severu župy Heves v okresu Bélapátfalva v Bukových horách. K 1. lednu 2015 zde žilo 1 320 obyvatel.

## Historie
První písemná zmínka o obci pochází z roku 1285.

## Geografie
Obec se nachází asi 7 km západně od okresního města Bélapátfalva. Od města s župním právem Eger se nachází asi 19 km severně.
V těsné blízkosti obce se nachází obec Szúcs. Obec se nachází v Bukových horách ve výšce 318 m n. m.